# A + no poder
A + no poder es el nombre del decimocuarto álbum de estudio y decimoctavo en general de la cantante mexicana Alejandra Guzmán. El disco fue lanzado al mercado mexicano y latinoamericano en septiembre de 2015 bajo el sello Sony Music Latin.  Después del éxito de ventas de su anterior álbum en vivo, Primera fila: La Guzmán, a finales de 2014 e inicios del 2015, graba el álbum con temas originales, compuestas y producidas por ella y el músico argentino José Luis Pagán.
Después de su lanzamiento, A + no poder recibió críticas favorables, gracias al equilibrio entre baladas y temas de rock que lo contenía. El álbum se colocó en el número doce en la lista Latin Pop Albums de EE. UU.[cita requerida] y el número seis en México.[cita requerida] Para promocionar el álbum, se lanzaron tres sencillos: «Adiós», junto al reguettonero Farruko, que alcanzó el puesto 26 en la lista Latin Pop Songs,[cita requerida] «Qué ironía» y «Esta noche».

## Antecedentes
En 2013, lanzó su cuarto álbum en vivo titulado Primera fila: La Guzmán y llevando a cabo el La Guzmán 1F Tour durante el 2014, que incluyó fechas en ciudades de los Estados Unidos como Los Ángeles, Las Vegas, Houston, Miami y también Puerto Rico. A finales de este año, ingresó al estudio para grabar su siguiente obra musical, que se convertiría en su primer álbum de estudio en más de cinco años. Las canciones del álbum fueron escritas por Guzmán y el músico argentino José Luis Pagán.
La cantante declaró que este álbum «refleja madurez y crecimiento; y que también recupera mi esencia roquera ya que estaba encasillada como un baladista pero no del todo, eso es lo que soy». A + no poder es el primer álbum de estudio de Guzmán desde Único (2009), un esfuerzo aclamado por la crítica que no tuvo éxito comercial debido a la falta de promoción, según Ángel Rodríguez, de ADN Informativo.

## Producción
A + no poder está dedicado a la hija de Guzmán, Frida Sofía. El álbum incluye doce temas: once escritas por la misma Alejandra y Pagán; «Adiós» fue coescrita por Carlos Efrén Reyes, «Esta noche» fue coescrita por Karenka y Reyli Barba, y «A más no poder» fue coescrita por Sarah Lenore; por último, «Una canción de amor», fue escrita por el cantautor argentino Alejandro Lerner. «Adiós» fue coescrita y grabada en dueto junto al puertorriqueño de reguetón Farruko. 
«Te esperaré» es una balada y «Malvada», una historia sobre una femme fatale, tiene trasfondos de música country con una armónica que se asemeja a la banda mexicana El Tri. «Malvada» y «This is too much rock and roll» son canciones de rock, recordando a su álbum Soy lanzado por la cantante en 2001. «Esta noche» es una canción pop/funk con influencias del reggae. «A más no poder» tiene connotaciones sexuales en sus letras y, como lo expresa Ángel Rodríguez de ADN Informativo, «trae recuerdos cuando Guzmán fue producida por Miguel Blasco en la década de los 90». «Mi debilidad» es una canción de pop/rock, mientras que «No puedo parar» es una canción de heavy metal. «Qué ironía» es una balada de rock que recuerda los grandes éxitos de Guzmán, como «Mi peor error». Acerca de las canciones incluidas, declaró al diario Tabasco Hoy: «En los últimos años experimenté muchas cosas buenas y malas, así que pensé, por qué no transformarlas en canciones. Y así comenzó a tomar forma este nuevo álbum, que creo que es más inteligente, maduro y planificado que mi trabajo previo».

## Listado de canciones
| A + no poder |                                  |                              |          |  |
| N.º          | Título                           | Escritor(es)                 | Duración |  |
| 1.           | «Te esperaré»                    | Alejandra Guzmán             | 3:23     |  |
| 2.           | «Malvada»                        | Guzmán                       | 3:20     |  |
| 3.           | «Adiós» (con Farruko)            | Guzmán, Farruko              | 3:17     |  |
| 4.           | «Que ironía»                     | Guzmán, José Luis Pagán      | 3:42     |  |
| 5.           | «This is too much rock and roll» | Guzmán                       | 2:34     |  |
| 6.           | «Esta noche»                     | Guzmán, Reyli Barba, Karenka | 3:07     |  |
| 7.           | «Agua bendita»                   | Guzmán                       | 3:30     |  |
| 8.           | «Mi debilidad»                   | Alejandra Guzmán             | 3:42     |  |
| 9.           | «A más no poder»                 | Guzmán                       | 3:13     |  |
| 10.          | «Una canción de amor»            | Alejandro Lerner             | 3:46     |  |
| 11.          | «No puedo parar»                 | Guzmán                       | 3:05     |  |
| 12.          | «Lejos de ti»                    | Guzmán                       | 3:17     |  |